# Adelaide Leavy
Adelaide Leavy později pracovala pod jménem Addie Passen (29. května 1913 – 18. března 1999) byla průkopnická americká fotožurnalistka a jedna z mála fotografek, které se od 40. let účastnily sportovní fotografie. Byla jednou z prvních žen přijatých do National Press Photographers Association v roce 1945. Přešla na studiovou práci, spolupracovala s kosmetickými firmami, modelkami a vybudovala si reputaci vytvářením referenčních fotografií pro ilustrátory.

## Životopis
Adelaide Neubergerová se narodila 29. května 1913 v Chicagu ve státě Illinois Rose (roz. Kingsbakerové) a Carlu Neubergerovi. V letech 1930 až 1932 studovala matematiku na University of Wisconsin a poté pokračovala ve studiu na Columbia Business School v New Yorku. Po absolutoriu v roce 1935 absolvovala kurzy fotografie. V roce 1937 se Neubergerová vdala za Richarda B. Leavyho z Bostonu, který sloužil v armádním pobřežním dělostřeleckém sboru Spojených států.

## Kariéra
Během druhé světové války mnoho mužů - fotografů pracujících v tisku odešlo do zámoří, čímž se otevřely příležitosti pro ženy, aby vstoupily do tohoto oboru. Leavy začala pracovat jako fotografka v roce 1941, když byla v American Women's Voluntary Services. Rychle byla povýšena do čela jejich služeb temné komory. Byla najata ACME Newspictures v roce 1943, měsíc poté, co opustila dobrovolnou službu. Následující rok se objevila v reklamě na DuBarry Cosmetics, která se objevila v Life Magazine.
Poté, co nějakou dobu dělala obecné úkoly, se v roce 1943 začala věnovat sportovní fotografii, jako jedna z prvních žen, které se věnovaly sportovním událostem. Na sportovištích byla raritou a někdy měla potíže přesvědčit organizátory akcí a další reportéry, že je tam pracovně. Ačkoli se Leavy věnovala basketbalu, koňským dostihům, lednímu hokeji, plavání a tenisu, udělala si jméno díky fotografování boxerských zápasů každý pátek v Madison Square Garden. Její fotografie zápasu Rocky Graziano - Freddie Cochrane v roce 1945 získala dobré recenze. Řekla, že nejtěžší na pořízení dobré sportovní fotografie je dobře předvídat, kdy k akci dojde. V červenci 1945, čtyři měsíce po založení National Press Photographers Association, se Leavy připojila k organizaci spolu s pěti dalšími ženami – Margaret Hazelová z The Louisville Times, Sodelvia Rihn z Baltimore News-Post, Evelyn Strausová z Newyorského Daily News, Lucille Tandy z The San Diego Tribune a Libby Whitmanová z The Canton Repository. Leavy koncem 40. let přešla od sportovní fotografie k fotografii módy.
Leavy se v roce 1946 rozvedla, ale pokračovala v používání příjmení profesionálně až do roku 1948, kdy se provdala za Williama N. Passena, úředníka pro styk s veřejností pro Hialeah Park Race Track. Pár měl dvě děti, Jenny a Carla, ale jejich manželství skončilo v roce 1962. Na počátku 50. let měla své vlastní studio Addie Passen Photography a spolupracovala s podnikatelkou Helenou Rubinsteinovo a jejím reklamním oddělením.  Její kancelář byla v Carnegie Hall Tower a provozovala své studio čtyřicet let. Byla jednou z prvních fotografek, které v roce 1964 nafotily Pata Clevelanda v jeho čtrnácti letech a vytvořila jeho portfolio. Kolem roku 1972 se Passenová provdala za Herberta Millingtona, profesora ekonomie, který žil v Upper Saddle River v New Jersey. Byla jednou z fotografek, které spolupracovali s italským modelem Fabiem, když poprvé přišel do Spojených států na konci 80. let. Passenová také udělala referenční fotografie pro ilustrátora Davida B. Mattinglyho pro jeho fantasy díla z 90. let 20. století a také pro další ilustrátory, kteří dělali obálky romantických románů.

## Smrt a dědictví
Millingtonová zemřela 18. března 1999 v Suffern, New York. Je známá pro svou průkopnickou roli fotoreportérky a jedné z mála žen, které ve 40. letech vstoupily do tohoto oboru ve Spojených státech.